# 김진 (목회자)
김진(金進, 1963년~ )은 개신교 목사이다. 사) 종교인평화봉사단 이사장으로 활동하고 있으며 4대 종교성직자로 구성된 '만남 중창단'의 일원이다.

## 경력

### 신학공부 및 활동
총신대학교와 한신대학교 신학대학원에서 보수적 신학과 진보적 신학을 공부하였다. 독일 프랑크푸르트 대학교 신학부(Ph. D)에서 종교철학을 공부했으며, 한신대학교, 이화여자대학교, 성공회대학교 등에서 종교학, 신학을 강의했다. 크리스천 아카데미에서 선임연구원으로 재직했으며, 개신교 수도공동체인 예수도원과 씨알수도회 모임을 이끌었다. 2004년부터 인도에서 기독교 공동체를 꾸려가는 선교사로 활동하고 있으며, 인도 실롱(Shillong)에 있는 마르틴 루터 대학교(Martin Luther Christian University) 방문교수로 활동했다. 2013년 3월-2014년 4월까지 성남 주민교회 담임목사로 재직했다. 밀알복지재단 교회협력실 실장 겸 사목, 글로벌블레싱 상임대표로 활동했다. 현재는 (사) 종교인평화봉사단 이사장으로 활동하고 있다. 

### 저서
영성시리즈 《그리스도교 영성》 《침묵의 영성》 《팔복의 영성》 《성만찬의 영성》(이상 엔크리스토)과 《우리가 하나님에 대해 말할 수 있는가?》(한들), 《이웃종교인과 함께하는 하나님 나라》(한울), 《하나님과 내통하라》(씨알평화), 《30분 만에 있는 읽는 예수》(랜덤하우스), 성서 명상시집 《나의 질긴 외로움을 만지시는 이》(엔크리스토) 등이 있다. 2010년 봄에는 100분 토론 형식으로 기독교를 진단한 《왜 기독교인은 예수를 믿지 않을까?》(위즈덤 하우스)를 저술했으며, 2011년에는 예수의 생애를 통전적으로 꽤뚫어 본 《통째로 예수 읽기》(왕의서재)《간디와 대화: 어떻게 살것인가》(스타북스), 《예수공부법》등을 저술했다.